# Unefón
Unefón es una compañía mexicana de telefonía móvil propiedad de AT&T México fundada en 1998, que ofrece únicamente el esquema de cobro de prepago, funciona como Operador Móvil Virtual (OMV). Fue fundada por Ricardo Salinas Pliego en 1998 en la Ciudad de México y perteneció a Grupo Salinas desde su fundación hasta 2015, cuando la marca fue adquirida por AT&T.
El 16 de noviembre de 2014, AT&T acordó con Grupo Salinas, matriz de Iusacell, adquirirla junto a su pequeña subsidiaria Unefón LTE, incluyendo deuda de ambas, por 2500 millones de dólares. Bajo los términos del acuerdo alcanzado, AT&T adquirió toda la red móvil de lusacell Y Telefonía S.A, incluyendo licencias, activos de red, tiendas minoristas y los contratos de aproximadamente 2637384.373 millones de suscriptores, siendo concretada la compra el 16 de enero de 2016. Dando paquetes ilimitados aún caros.
Días más tarde, el 30 de enero de 2015, tras haber concretado la compra de Iusacell-Unefón, AT&T anuncia la compra de Nextel México por 1875 millones de dólares, sumando aproximadamente 4 millones de clientes adicionales a la unión. La compra fue finalmente aprobada por el Instituto Federal de Telecomunicaciones el 30 de abril del mismo año.
Desde ese entonces, se ha empezado a hacer más notoria la desaparición de las antiguas marcas, siendo Nextel la primera en desaparecer completamente, la segunda fue la marca Iusacell en el 2017. Unefón LTE continuaría con su nombre en el mercado incluso tras su compra, como un segmento especial para clientes de prepago, dándole incluso una nueva imagen y formato, mientras AT&T es el nombre de la marca comercial destinada para clientes en planes de renta y prepago ilimitado desde 2018.
Actualmente, es filial de AT&T México (anteriormente Iusacell y Nextel México) desde 2015. En 2017, AT&T creó una nueva división para operar en Latinoamérica llamada AT&T Latin America, que incluye a AT&T México (propietario de Unefón, DirecTV Latin America y sus participaciones en SKY Brasil y Sky México, formando AT&T Latin America quedándose AT&T Latin America como la matriz de Unefón). 
La red de Unefón fue principalmente WCDMA desde su fundación, usando estaciones base no analógicas y posteriormente a partir del 15 de agosto de 2010, y continuó únicamente con las estaciones GSM, compartiendo infraestructura y red con Iusacell. Actualmente utiliza la misma infraestructura móvil que AT&T.

## Historia
En 1998, Unefón (de razón social: "Operadora Unefon, S.A. de C.V."), siendo una compañía propiedad de Grupo Salinas, comienza operaciones con base en la banda A PCS por 30 MHz en la Ciudad de México, su eslogan era Une tu mundo.
Al igual que todas las compañías de Grupo Salinas, Unefón estaba enfocada en el sector popular de la población al ser la primera empresa que manejaba la tarifa de $1.00 MXN a varios destinos. También fue la primera empresa que usaba una red totalmente digital.
En 1999 es reestructurada la compañía, siendo comprado el 50% de las acciones por Moisés Saba. En ese año la firma canadiense Nortel financia el suministro y construcción de su red.

## Crecimiento y controversias
En 2000 cuando Unefón se hizo una empresa pública al empezar a cotizar en la Bolsa Mexicana de Valores (BMV) y en la Bolsa de Nueva York. En 2002 llega a un acuerdo con Nortel para el pago de la deuda contraída por la construcción e implementación de su red.
En ese mismo año la Comisión Nacional Bancaria y de Valores de México y la Comisión de Valores de Estados Unidos inician una investigación en contra de Unefón por la presunta filtración de información privilegiada debido a que Ricardo Salinas Pliego adquirió a descuento la deuda de Unefón para que después la compañía la liquidara a valor nominal. Esto provocó que las acciones de las empresas de Grupo Salinas se deslistaran de la Bolsa de Nueva York.
En 2004 TV Azteca escinde su participación en la empresa en el controlador Unefón que manejaba el 46.5% de las acciones de la empresa.
En 2005 empieza el proceso de desliste de la Bolsa Mexicana de Valores por baja bursatilidad. Ese mismo año es nombrado director general Moisés Saba, uno de los accionistas de la empresa.
En 2006, Unefón adquiere el 45.6% restante de la compañía propiedad de Moisés Saba y es nombrado Diego Foyo como director general. Ese mismo año firma un contrato para el uso de su infraestructura con Iusacell, empresa para entonces también propiedad de Grupo Salinas.

### Fusión con Iusacell

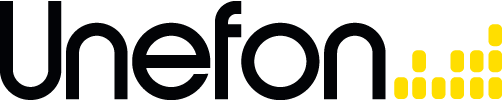
Logotipo de Unefón de mayo de 2009 a marzo de 2016.

A finales de 2007, Unefón es absorbida por Iusacell, con lo cual se convierte en el tercer operador móvil en México con 3.4 millones de suscriptores (Después de Telcel de América Móvil y Movistar del grupo en joint venture del español Telefónica y la mexicana Pegaso).
En 2009 se vuelven a separar las marcas pero manteniéndose Iusacell como marca principal, para poder enfocarse en sus propios mercados estratégicos; Iusacell para el mercado corporativo y de altos ingresos y Unefón para el sector popular. Con esto se implementa la primera tarifa plana de México y se modifica la imagen corporativa de la empresa.
En 2010 se empezaron las pruebas para el lanzamiento de una red GSM que, a la par de la actual red CDMA, habría de ser implementada tanto por Unefón como por Iusacell. Debido a la crisis económica los planes se pospusieron hasta que en abril de ese año se comenzó la operación de la red para su lanzamiento comercial el 15 de agosto de 2010 solamente con la marca Unefón solo en algunas entidades federativas de la república mexicana en las zonas centro, noreste y occidente.

### Despliegue de la red Unefón durante 2010
- Agosto: Distrito Federal y Zona Metropolitana, Estado de México, Morelos, Jalisco, Nuevo Leon y Tamaulipas

- Septiembre: se amplía la cobertura GSM y 3G en el centro y sureste de México, y estado de Baja California Sur

- Octubre: se amplía la cobertura en las zonas norte y noroeste del país

En noviembre de 2010 se completa la cobertura GSM y 3G a nivel nacional, homologándola con la cobertura de la señal CDMA ya existente.
Aunque la cobertura es igual en las dos redes, la red GSM no tuvo tecnología 3G sino hasta noviembre de 2010 cuando se implementó la tecnología HSPA+ a la par que se implementa la red para Iusacell.
La implementación de la nueva red viene de la mano de una liberación de espectro de la red CDMA, que comenzaba a dar signos de saturación desde finales de 2009, y un plan comercial para ofrecer roaming mundial a sus clientes.

## Compra por parte de AT&T (2014-Actualidad)
El 7 de noviembre de 2014, AT&T acordó con Grupo Salinas adquirir en 2500 millones de dólares a Iusacell y Unefón en conjunto, incluyendo el adeudo financiero de ambas; bajo los términos del acuerdo mencionado, AT&T adquirió toda la red móvil de Iusacell y Unefón, incluyendo las licencias, activos de red, tiendas minoristas y los contratos de aproximadamente 8.6 millones de suscriptores.
Una vez que culminó el proceso de homogeneización con AT&T, Unefón se convierte en el sistema de prepago de AT&T.
En marzo de 2016, AT&T renueva la marca Unefón, dotándola de un nuevo logotipo y eslogan, así como una actualización completa en sus esquemas de cobro, paquetes, servicios adicionales, promociones, etc., todo bajo tarifas en prepago.
Para finales de 2018 y principios de 2019 Unefon patrocina al campeonato AAA De lucha libre Mexicana, brindando una nueva y renovada imagen así como sitios en internet renovados acordes con la nueva campaña publicitaria con temática acorde a la lucha libre (Entre ellas las aventuras de Recarguita y Megadato, los luchadores imagen de dicha promoción) así como cápsulas y miniseries web con temas relativos a dicho deporte. Así como también parafernalia relacionada como Tarjetas Sim prepagadas con temática de lucha libre y de algunos luchadores.